# Test Lillieforsa
Test Lillieforsa (ang. Lilliefors test) – test statystyczny służący do sprawdzenia, czy analizowane dane pochodzą z rozkładu zbliżonego do normalnego. Test Lillieforsa stanowi modyfikację testu Kołmogorowa-Smirnowa i jest obecnie jednym z najpopularniejszych testów normalności rozkładu. Nazwa testu pochodzi od nazwiska jednego z jego twórców Huberta Lillieforsa, który artykuł na ten temat opublikował w 1967 r. Niezależnie od niego test opracował i przedstawił w publikacji z 1967 r. J. Van Soest.
W przypadku testu Lillieforsa hipoteza zerowa zakłada, że nie ma różnicy pomiędzy obserwowanym rozkładem a rozkładem normalnym. Z kolei hipoteza alternatywna twierdzi, że istnieje istotna statystycznie różnica pomiędzy obserwowanym rozkładem (a właściwie jego próbką) a rozkładem normalnym.